# Franziska Rabl
Franziska Rabl (* 15. November 1975 in München) ist eine deutsche Sängerin in der Stimmlage Mezzosopran.

## Ausbildung
Franziska Rabl ist im Münchner Stadtteil Pasing geboren und aufgewachsen. Schon in frühen Kinderjahren erhielt sie Musikunterricht. Sie spielte Violine, Viola und Horn in verschiedenen Kammermusikensembles und Orchestern. Nach dem Abitur, das sie am Karlsgymnasium ablegte, bildete sie sich zunächst zur Dolmetscherin aus, ehe sie ihr Gesangsstudium am Richard-Strauss-Konservatorium München bei Marilyn Schmiege aufnahm. Zuvor erhielt Franziska Rabl privaten Gesangsunterricht von Pamela Coburn. Während ihrer künstlerischen Ausbildung sammelte sie erste Bühnenerfahrungen in Münchens kleinstem Opernhaus in der Pasinger Fabrik in Die Fledermaus, La Cenerentola, Die Welt auf dem Mond, Hänsel und Gretel sowie Ritter Roland. Franziska Rabl belegte Meisterkurse u. a. bei Kurt Widmer, Edith Wiens und Donald Sulzen. Seit Beendigung ihres Studiums wird sie stimmlich von Dietrich Schneider betreut.

## Oper
Engagements führten die Sängerin an das Opernstudio des Opernhaus Zürich, wo sie ihr Repertoire vom Barock bis zur Moderne erweiterte. Von 2005 bis 2008 war sie als Solistin am Theater Dortmund tätig. Dort sang sie wichtige Partien ihres Faches, z. B. Hänsel in Hänsel und Gretel, die Titelrolle in Carmen, Dorabella in Così fan tutte, Helena in Die schöne Helena, Floßhilde und Siegrune im Ring.
2008/2009 war Franziska Rabl Gast am Landestheater Coburg, wo sie Charlotte in Werther und Fricka in Das Rheingold sang. Ferner gastierte sie als Dorabella in Così fan tutte an der Oper von Montpellier, als Orest in der Operette Die schöne Helena an der Musikalischen Komödie in Leipzig, an der Oper von Lyon als Musico in Manon Lescaut und am Theater Ingolstadt als Carmen.
In den Spielzeiten 2010–2012 war Franziska Rabl Ensemblemitglied am Staatstheater am Gärtnerplatz. Sie gastiert an zahlreichen Opernhäusern, u. a. den Nationaltheatern Mannheim und Weimar, dem Landestheater Linz, den Theatern in Leipzig, Erfurt, Dessau, Bielefeld, Aachen, Koblenz und Chemnitz. So trat sie u. a. 2015 am Landestheater Niederbayern in Georges Bizets gleichnamiger Oper als Carmen sowie als Romeo in I Capuleti e i Montecchi von Vincenzo Bellini auf.
2018 war sie in der Hauptrolle Indras Tochter in der zeitgenössischen Oper Ein Traumspiel am Theater Hof zu sehen. Aribert Reimanns erste Oper wurde dort zum ersten Mal seit 30 Jahren wieder auf die Bühne gebracht und vom Publikum und der Fachwelt gefeiert. Die Premiere wurde von Deutschlandfunk Kultur übertragen.

## Konzert
Neben ihrer Bühnenpräsenz übt die Mezzosopranistin eine rege Konzerttätigkeit im Lied- und Oratorienbereich aus und gibt Konzerte mit dem Orchester des WDR, der Staatskapelle Halle, der Baden-Württembergischen Philharmonie, der Nordwestdeutschen Philharmonie u. a. Sie sang unter dem Dirigat von Alexander Soddy, Dan Ettinger, Proinnsías Ó Duinn, Anthony Bramall, Walter Gugerbauer, Kazushi Ono, Arthur Fagen und vielen weiteren namhaften Dirigenten. Im Sommer 2018 trat sie bei den Herrenchiemsee Festspielen mit einem Liederabend mit Werken von Johannes Brahms für Sopran, Bariton, Vokalquartett, Chor und Klavier auf.
Die Mezzosopranistin ist Deutsche und US-Amerikanerin und spricht sechs Sprachen: Deutsch, Englisch, Französisch, Spanisch, Italienisch und Schwedisch.

## Preisträgerin
- 2004: Internationale Sommerakademie Mozarteum
- 2005: Jan-Kiepura-Wettbewerb (Renate-Holm-Operettenpreis)

## Diskografie
- 2005: Die Zauberflöte für Kinder (Papagena); Opernhaus Zürich; Naxos

- 2009: Festliche Musik zur Weihnachtszeit; Amadeus Kammerorchester Dortmund

- 2012: Musik der Wiener Hofkapelle; WDR; Crystal